# جول كلوزيل
جول كلوزيل (بالفرنسية: Jules Cluzel)‏ مواليد 12 أكتوبر 1988 في أليي، فرنسا، هو متسابق دراجات نارية فرنسي. نافس في سباقات بطولة العالم لفئة 250 سي سي ولفئة 125 سي سي ولفئة 50 سي سي. كما شارك في بطولة العالم للسوبربايك وبطولة العالم للسوبرسبورت.

## روابط خارجية
- جول كلوزيل على موقع MotoGP.com (الإنجليزية)
- جول كلوزيل على موقع WorldSBK.com (الإنجليزية)